# Takuya
Takuya (jap. たくや, タクヤ) – męskie imię japońskie.

## Znane osoby
- Takuya, gitarzysta japońskiego zespołu An Cafe
- TAKUYA, gitarzysta japońskiego zespołu MASCHERA
- TAKUYA∞, wokalista japońskiego zespołu UVERworld
- Takuya Honda (拓也), japoński piłkarz
- Takuya Igarashi (卓哉), japoński reżyser anime
- Takuya Kirimoto (琢也), japoński aktor i seiyū
- Takuya Kondō (琢哉), japoński łyżwiarz figurowy
- Takuya Ōnishi (卓哉), japoński astronauta z naboru JAXA 5
- Takuya Satō (卓哉), japoński scenarzysta i reżyser anime
- Takuya Takeuchi (卓哉), były japoński skoczek narciarski
- Takuya Terada (拓哉), członek zespołu Cross Gene i aktor

## Fikcyjne postacie
- Takuya Enoki (拓也), główny bohater mangi i anime Baby and Me
- Takuya Kanbara (拓也), bohater serii Digimon Frontier